# Chongren (köpinghuvudort i Kina, Zhejiang Sheng, lat 29,61, long 120,71)
Chongren (kinesiska: 崇仁, 崇仁镇) är en köpinghuvudort i Kina. Den ligger i provinsen Zhejiang, i den östra delen av landet, omkring 88 kilometer sydost om provinshuvudstaden Hangzhou. Antalet invånare är 64 387. Befolkningen består av 30 993 kvinnor och 33 394 män. Barn under 15 år utgör 11,0 %, vuxna 15-64 år 73 %, och äldre över 65 år 14,0 %.
Runt Chongren är det tätbefolkat, med 343 invånare per kvadratkilometer. Närmaste större samhälle är Ganlin, 9,9 km söder om Chongren. Trakten runt Chongren består till största delen av jordbruksmark.
Genomsnittlig årsnederbörd är 2 022 millimeter. Den regnigaste månaden är juni, med i genomsnitt 356 mm nederbörd, och den torraste är januari, med 72 mm nederbörd.